# Mas del Padroell
El Mas del Padroell és una masia de Vilanova i la Geltrú (Garraf) protegida com a Bé Cultural d'Interès Local.

## Descripció
La masia té planta en forma d'U i es compon de planta baixa, pis i golfes a la part posterior. En una part hi ha cobertes planes i en l'altra coberta a dues vessants a diferents alçades. Sobresurt una torratxa de planta rectangular de dos pisos amb coberta plana i un cilindre superior de mitja esfera. Té una escala principal central i una altra de lateral. Trobem tanques modernes de pedra simulant un recinte emmurallat amb torres i merlets.
Les parets de càrrega són de paredat comú i totxo. Els forjats són de revoltó de rajola amb biga de fusta o ferro i de rajola amb llata i bigues de fusta.
Les façanes s'ordenen seguint eixos verticals amb obertures, generalment, amb llinda i d'arc rebaixat. S'accedeix al cos principal central mitjançat un portal d'arc rebaixat de pedra i finestrals laterals amb llinda a la planta baixa. Trobem un balcó central i finestres laterals a la planta pis. El coronament consisteix en una motllura simple. Hi ha uns escuts de pedra.
L'any 1959, la família Foradada Coll va vendre la finca a la firma Aurosur (Rato), propietaris de la marca de vins 'Jaume Serra' des de l'any 1975.